# Incidente di Tientsin
L'incidente di Tientsin (天津事件?, Tientsin jiken) fu un incidente internazionale creato da un blocco navale, attuato nel giugno 1939 dall'Armata della Cina settentrionale dell'esercito imperiale giapponese, degli insediamenti britannici nel porto del trattato di Tientsin, nella Cina settentrionale. Nato come una controversia amministrativa minore, si trasformò in un grave incidente diplomatico.

## Antefatti
A partire dal 1931, con la conquista della Manciuria, il Giappone aveva adottato una politica di tentativo di ridurre l'indipendenza cinese con l'obiettivo finale di collocare tutta la Cina nella sfera d'influenza giapponese. Le relazioni della Gran Bretagna con la Cina non erano state particolarmente calde o strette prima della metà degli anni '30, ma l'ascesa del Giappone aveva migliorato le relazioni tra Londra e Nanchino. Lo storico britannico Victor Rothwell scrisse: "A metà degli anni '30, se la Cina aveva un amico occidentale questo era la Gran Bretagna. Tra il 1935 ed il 1936 la Gran Bretagna diede alla Cina un vero aiuto con le sue finanze e mostrò reale preoccupazione per le invasioni giapponesi nella Cina settentrionale. Rendendosi conto che l'unica speranza d'indurre il Giappone a moderare queste attività risiedeva in un fronte congiunto anglo-americano, la Gran Bretagna lo propose diverse volte, ma venne sempre respinta da Washington". A loro volta, le migliori relazioni anglo-cinesi avevano teso le relazioni tra Londra e Tokyo.
Il 30 luglio 1937, Tientsin cadde in mano all'Impero del Giappone come parte di un'operazione militare nella seconda guerra sino-giapponese, ma non venne interamente occupata poiché i giapponesi continuarono per lo più a rispettare l'integrità e l'extraterritorialità di concessioni di Tientsin straniere fino al 1941. Nel dicembre 1937, i giapponesi presero Shanghai, la capitale economica della Cina. Fu un duro colpo per il governo del generalissimo Chiang Kai-shek, poiché l'85% di tutte le entrate del governo cinese proveniva da Shanghai. Dopo la perdita di Shanghai, la capacità economica della Cina di continuare a resistere al Giappone era molto in dubbio. In occasione di una serie di vittorie giapponesi in Cina, all'inizio di gennaio 1938, il primo ministro giapponese, il principe Fumimaro Konoe, annunciò una serie di ampi obiettivi di guerra "non negoziabili" che avrebbero trasformato la Cina in un protettorato virtuale del Giappone se fossero stati implementati. Dall'inizio della guerra, nel luglio del 1937, i giapponesi avevano preso gran parte della Cina settentrionale, inclusa l'ex capitale di Pechino, mentre nella valle dello Yangtze avevano preso Shanghai e la capitale cinese, Nanchino.
Dopo aver preso Nanchino il 14 dicembre 1937, i giapponesi avevano perpetrato il famigerato massacro di Nanchino, nel quale l'esercito imperiale si era scatenato con incendi dolosi, saccheggi, torture, stupri e omicidi che avevano distrutto Nanchino e ucciso tra 200 000 e 300 000 civili. Dopo queste vittorie, Konoe considerava la guerra come vinta. Sinistramente per i cinesi, Konoe parlò dello status del Manciukuò come base ideale per una pace sino-giapponese. A volte Konoe andò anche oltre e menzionò il protettorato che i giapponesi avevano imposto alla Corea nel 1905, a cui era seguita l'annessione della Corea nel 1910, come base ideale per la pace. Indipendentemente dal fatto che il Manciukuò o la Corea fossero il modello di nuove relazioni con il Giappone, Konoe era abbastanza aperto sul fatto che i cinesi avrebbero dovuto accettare una posizione subordinata al Giappone se la guerra fosse mai finita con soddisfazione del Giappone.
I termini di Konoe per fare la pace erano così estremi e duri che persino i militari giapponesi gli si opposero, sulla base del fatto che Chiang non avrebbe mai accettato la pace con loro. Il ministro degli Esteri tedesco, Konstantin von Neurath, che stava tentando di mediare una pace di compromesso tra Cina, Giappone e Germania, che aveva rapporti amichevoli con il Giappone e la Cina e non desiderava scegliere tra le due, si lamentò vedendo le condizioni di pace di Konoe, che erano richieste così intenzionalmente oltraggiose e umilianti che sembravano progettate solo per ispirare il rifiuto di Chiang. Le principali richieste di Konoe erano che la Cina riconoscesse il Manciukuò, firmasse il Patto anticomintern, consentisse agli ufficiali giapponesi di comandare l'Esercito Rivoluzionario Nazionale cinese, consentisse alle truppe giapponesi di rimanere indefinitamente in tutte le aree della Cina che avevano occupato e pagasse le indennità al Giappone. La Cina non solo doveva pagare l'intero costo della guerra sostenuta dal Giappone, ma anche un importo punitivo in modo che il popolo cinese potesse riflettere sulla follia di cercare di sfidare la potenza del Giappone.
Konoe aveva deliberatamente scelto obiettivi di guerra estremi al fine di sabotare qualsiasi sforzo per un compromesso diplomatico e garantire così che la guerra potesse finire con il Giappone che conquistava una vittoria totale sulla Cina con la distruzione del governo di Chiang. Il discorso di Konoe fece sì che per il Giappone raggiungere qualcosa di meno dei suoi obiettivi di guerra "non negoziabili" sarebbe sembrato una sconfitta. Poiché Chiang respinse immediatamente, in un discorso, gli obiettivi di guerra di Konoe come base per fare la pace, il Giappone avrebbe dovuto ottenere una vittoria decisiva in Cina per vedere implementato il programma Konoe, che era stata l'intenzione di Konoe da sempre. Il 16 gennaio 1938, Konoe tenne un discorso in cui annunciava ancora una volta il suo impegno "inalterabile" nel realizzare il suo programma e annunciò che poiché Chiang aveva respinto i suoi termini di pace, il governo giapponese era ora impegnato nella distruzione del governo di Chiang.
Il 18 gennaio 1938, Konoe fece un altro discorso in cui ammise francamente di cercare condizioni di pace inaccettabili in modo che il Giappone potesse raggiungere il suo vero obiettivo di cercare di "sradicare" il governo di Chiang dalla faccia della terra. Il Giappone non avrebbe mai fatto pace con una Cina guidata da Chiang, il che significava che un compromesso per la pace era ormai impossibile e che il Giappone avrebbe dovuto ottenere una vittoria totale sulla Cina. Mentre il governo cinese si ritirava in profondità all'interno della Cina, vennero posti gravi problemi logistici per l'esercito giapponese, che semplicemente non poteva proiettare il tipo di potere all'interno della Cina per ottenere la "vittoria totale" richiesta dal programma Konoe.
L'esercito giapponese, che comprendeva i problemi logistici del tentativo di conquistare un paese così vasto come la Cina molto meglio di quanto Konoe avesse mai fatto, si era opposto al programma Konoe proprio per quel motivo; impegnava il Giappone a conquistare una vittoria totale sulla Cina che non aveva il potere di ottenere, ma allo stesso tempo fare qualcosa di meno del raggiungimento del programma Konoe sarebbe sembrato una sconfitta per il Giappone. Nel luglio 1938, il Giappone lanciò un'offensiva destinata a conquistare Wuhan e a vincere finalmente la guerra. L'offensiva estiva del 1938 riuscì a prendere Wuhan, ma i giapponesi non riuscirono a distruggere il nucleo dell'Esercito Rivoluzionario Nazionale cinese, che si ritirò ulteriormente nello Yangtze. Dopo l'offensiva di Wuhan, l'esercito imperiale informò Tokyo che le truppe nella valle centrale dello Yangtze erano alla fine di una lunga, tenue e molto tesa linea di rifornimento e che al momento non erano possibili ulteriori avanzamenti sullo Yangtze. Incapaci di ottenere la vittoria finale sul campo di battaglia, i giapponesi si rivolsero ai bombardamenti come alternativa, lanciando una campagna di bombardamenti totale con lo scopo di radere al suolo la capitale temporanea di Chongqing.
Il bombardamento giapponese distrusse Chongqing e uccise centinaia di migliaia di civili, ma non riuscì ad infrangere la volontà cinese di resistere. Un altro approccio giapponese alternativo alla vittoria in Cina fu l'istituzione nel novembre del 1938 di un governo fantoccio sotto Wang Jingwei, il leader dell'ala sinistra del Kuomintang che aveva perso contro Chiang nella lotta di successione in seguito alla morte di Sun Yat-sen, nella speranza che ciò avrebbe portato ad un esodo dei leader del Kuomintang nel governo di Wang, causando quindi il crollo del governo di Chiang. Tuttavia, il rifiuto dei giapponesi di conferire a Wang qualsiasi potere reale screditò il suo governo come un regime fantoccio agli occhi della stragrande maggioranza del popolo cinese.
Allo stesso tempo, Dai Li, il temuto capo della polizia segreta cinese, aveva iniziato una politica d'invio di agenti sotto copertura nelle aree della Cina occupate dai giapponesi per assassinare collaboratori ed ufficiali giapponesi. A volte lavorando a stretto contatto con i gangster della Triade (Dai era un caro amico e socio in affari del signore del crimine Du Yuesheng alias "Big Eared Du", il leader della triade della banda verde), gli uomini di Dai furono responsabili di centinaia di assassinii durante la guerra sino-giapponese. Tra l'agosto 1937 e l'ottobre 1941, gli agenti dell'Ufficio investigativo e statistico furono responsabili di circa 150 omicidi di collaboratori cinesi e di 40 ufficiali giapponesi nella sola Shanghai. I collaboratori cinesi che vivevano tra la popolazione cinese erano molto più facili da uccidere degli ufficiali giapponesi, che tendevano a rimanere nelle loro caserme. Gli agenti sotto copertura tendevano ad essere giovani, diplomati nelle scuole provinciali piuttosto che nelle università (l'ultraconservatore Dai era sprezzante nei confronti degli intellettuali, che riteneva fossero esposti a troppa influenza occidentale per il loro bene) e di solito erano abili nelle arti marziali; inoltre, ci si aspettava che gli agenti del Juntong fossero incondizionatamente leali e disposti a morire per la causa in ogni momento.
Con la guerra in stallo e il Giappone incapace di ottenere una vittoria decisiva in Cina, Tokyo pose sempre più le sue speranze di vittoria sulla disintegrazione economica del governo di Chiang. Non era una speranza irragionevole, poiché le regioni occidentali dell'alta valle del fiume Yangtze intorno a Chongqing erano una delle regioni più povere e arretrate della Cina e incapaci di fornire la base economica necessaria per sostenere gli enormi costi necessari per combattere una guerra moderna. Inoltre, le atrocità giapponesi, tra cui il più famigerato stupro di Nanchino nel dicembre 1937, avevano inviato 12 milioni di civili cinesi in fuga nella valle dello Yangtze nel più grande movimento di rifugiati mai visto nella storia mondiale per sfuggire ai giapponesi. I rifugiati avevano bisogno di riparo, cibo e spesso cure mediche. Nel 1938, il governo cinese venne coinvolto in una "crisi a forbice" tra l'enorme spesa necessaria per combattere la guerra e una base imponibile in rapido calo. Tra il 1937 e il 1939, le spese del governo cinese aumentarono di un terzo, mentre le entrate fiscali diminuirono di due terzi.
Di fronte alla mancanza di fondi per continuare la guerra, Chiang iniziò a impegnarsi in misure sempre più disperate per aumentare le entrate, come l'organizzazione delle vendite di oppio tramite Macao e Hong Kong in un'operazione supervisionata da Dai e Du. Il fatto che il governo del Kuomintang fosse pronto a correre il rischio che la spedizione venisse intercettata dalla Policia de Segurança Pública de Macau o dal Royal Hong Kong Constabulary (rispettivamente) e dal conseguente disastro delle pubbliche relazioni rifletteva la necessità di denaro. Il ministro delle Finanze cinese Kung Hsiang-hsi stampò semplicemente sempre più denaro, portando a una delle peggiori spirali d'iperinflazione mai viste al mondo. L'inflazione compromise gravemente lo sforzo bellico cinese, in quanto soldati cinesi e dipendenti pubblici venivano pagati in yuan cinesi senza valore. Fu allora che la Gran Bretagna fece una serie di prestiti alla Cina destinati a stabilizzare lo yuan.
Il governo britannico sottoscrisse quella che si potrebbe definire una versione degli anni '30 della "teoria del domino". Se il Giappone avesse preso il controllo della Cina, si riteneva che il Giappone avrebbe inevitabilmente attaccato le colonie asiatiche britanniche e i dominion di Australia e Nuova Zelanda. In quanto tale, il governo Chamberlain, nonostante non fosse disposto a entrare in guerra con il Giappone, non era disposto ad accettare una vittoria giapponese sulla Cina. Dal punto di vista di Londra, era molto preferibile che il Giappone rimanesse invischiato in Cina piuttosto che attaccasse l'Impero britannico. L'ambasciatore britannico in Cina, sir Archibald Clark-Kerr, riferì a Londra che, a meno che la Gran Bretagna non avesse concesso prestiti alla Cina per continuare la guerra, il collasso economico della Cina nazionalista su cui stavano puntando i giapponesi poteva benissimo verificarsi.
A partire dalla fine del 1938, la Gran Bretagna fece una serie di prestiti alla Cina, per consentire a Chiang di continuare la guerra. Nel 1939, il governo cinese aveva ricevuto prestiti per un valore di 500 000 sterline dalla Gran Bretagna, che fornì a Chiang i soldi necessari per continuare la guerra. Inoltre, nel marzo del 1939 il governo britannico iniziò uno sforzo per stabilizzare lo yuan offrendo garanzie governative alle banche britanniche che concedevano prestiti alla Cina di Kuomintang e accettavano l'argento cinese come garanzia. Le garanzie permisero alle banche britanniche di prestare alla Cina circa 5 milioni di sterline, un passo che il governo giapponese denunciò pubblicamente come un "attacco frontale" al "Nuovo Ordine" che il Giappone voleva costruire in Asia.
I prestiti britannici alla Cina offesero notevolmente i giapponesi, che credevano che se gli inglesi avessero cessato il loro sostegno finanziario alla Cina, avrebbero finalmente vinto la guerra. Konoe pensava che lo sforzo britannico di stabilizzare la valuta cinese e quindi prevenire il completo collasso economico della Cina fosse l'unica cosa che si frapponeva tra loro e la vittoria totale richiesta per il suo programma. Poiché i prestiti alla Cina erano garantiti dal governo britannico, l'argento cinese come garanzia non era strettamente necessario dal punto di vista economico, ma si riteneva che per le pubbliche relazioni fosse necessario che i cinesi fornissero garanzie, dato che il popolo inglese avrebbe potuto altrimenti disapprovare che il proprio governo garantisse prestiti a un paese con finanze caotiche come la Cina. Allo stesso tempo, sia gli Stati Uniti che l'Unione Sovietica concessero prestiti al governo del Kuomintang, sempre per mantenere il Giappone invischiato in Cina. Gli americani prestarono alla Cina circa 45 milioni di dollari a partire dal dicembre 1938, mentre l'Unione Sovietica prestò una somma di rubli equivalente a 250 milioni di dollari. Per persuadere i sovietici a non sostenere la Cina, i giapponesi iniziarono una guerra di confine con l'Unione Sovietica tra il 1938 ed il 1939, ma essa si concluse con la dura sconfitta dei giapponesi da parte dei sovietici nell'agosto del 1939 nelle battaglie di Khalkhin Gol.

## L'assassinio di Cheng Hsi-keng
Nell'estate del 1939, si verificò una grave crisi nelle relazioni anglo-giapponesi con l'incidente di Tientsin. Il 9 aprile 1939 Cheng Hsi-keng, il direttore della Federal Reserve Bank of North China di proprietà giapponese, venne assassinato dai nazionalisti cinesi al Grand Theatre di Tientsin. L'attentato che uccise Cheng uccise anche diversi astanti innocenti, che ebbero la sfortuna di sedergli accanto nel teatro. I giapponesi accusarono sei uomini cinesi che vivevano nella concessione britannica di essere coinvolti nell'assassinio. La polizia britannica locale arrestò quattro dei sei accusati e li consegnò ai giapponesi con la promessa che non sarebbero stati torturati e sarebbero stati restituiti alla custodia britannica entro i successivi cinque giorni. Sotto tortura, due dei quattro accusati confessarono di essere coinvolti nell'assassinio.
Sebbene le confessioni fossero state ottenute con la tortura, la polizia britannica locale concluse che gli accusati fossero coinvolti nell'assassinio. Una volta che i quattro uomini tornarono alla custodia britannica, la signora Song Meiling, moglie di Chiang Kai-shek, ammise all'ambasciatore britannico a Chongqing, sir Archibald Clark-Kerr che gli accusati assassini erano agenti cinesi coinvolti nel lavoro di resistenza ed esercitò pressioni su Clark-Kerr per impedire che gli imputati venissero restituiti e giustiziati dai giapponesi. Il console britannico locale, il signor Jamieson, non aveva tenuto Londra ben informata sui dettagli del caso, in particolare sul fatto che aveva promesso ai giapponesi che avrebbe consegnato gli assassini accusati. Il ministro degli Esteri britannico, Lord Halifax, appreso che le confessioni erano state ottenute con la tortura, ordinò che gli assassini accusati non fossero restituiti ai giapponesi.
Il comandante locale dell'Armata della Cina settentrionale a Tientsin, il generale Masaharu Honma, era considerato amichevole dagli inglesi, ma il capo di stato maggiore dell'Armata della Cina settentrionale, il generale Tomoyuki Yamashita, era noto per credere nell'abolizione di tutte le concessioni occidentali in Cina. Dall'inizio del 1939, il generale Yamashita aveva sostenuto la fine della concessione britannica a Tientsin e usò il rifiuto britannico di consegnare i presunti assassini per convincere i suoi superiori a Tokyo ad ordinare il blocco della concessione. Nel 1939, i giapponesi si erano in gran parte persuasi che era il sostegno economico britannico a far andare avanti la Cina e che era necessario un confronto con la Gran Bretagna per terminare la questione. Uno studio segreto del Gaimusho affermava che consentire a tutta la Cina di rientrare nella sfera d'influenza giapponese avrebbe significato la fine effettiva dell'influenza britannica in Asia, poiché una combinazione sino-giapponese sarebbe stata un colosso che avrebbe dominato l'Asia e che dal punto di vista britannico non si poteva permettere che la Cina perdesse, il che escludeva quindi ogni possibilità che il Gaimusho effettuasse qualsiasi cambiamento nella politica britannica.
A differenza dell'insediamento internazionale di Shanghai, che apparteneva congiuntamente agli Stati Uniti e al Regno Unito, la concessione britannica a Tientsin era proprio questo e quindi i giapponesi avevano già deciso di bloccarla all'inizio del 1939 poiché avrebbe significato evitare un confronto sia con la Gran Bretagna che con l'America contemporaneamente. Un ulteriore problema per gli inglesi era che normalmente la polizia nella concessione consegnava sospetti cinesi alla polizia di Tientsin per essere processati dai tribunali cinesi, ma poiché gli inglesi non riconoscevano il regime di Wang a Nanchino, che controllava nominalmente la polizia di Tientsin, la polizia britannica aveva smesso di consegnare sospetti cinesi ad una forza di polizia che prendeva i suoi ordini da un regime che non era riconosciuto da Londra come governo cinese. Molti agenti del Juntong avevano deciso di ritirarsi nella concessione britannica per questo motivo, poiché la cosa peggiore che sarebbe accaduta loro se catturati dalla polizia della concessione sarebbe stata essere trattenuti nella prigione locale, che era ampiamente preferibile ad essere torturati e giustiziati dai giapponesi. Nonostante la propaganda panasiatica giapponese sull'unione di tutti i popoli dell'Asia nella pace, nella prosperità e nella fratellanza, i cinesi preferivano essere prigionieri degli inglesi piuttosto che dei giapponesi.
Allo stesso tempo, il fatto che dalla fine del 1938 il Gaimusho nei suoi negoziati con l'Auswärtige Amt avesse rifiutato la richiesta tedesca di convertire il Patto anticomintern in un'alleanza militare anti-britannica, insistendo sul fatto che il Giappone avrebbe firmato solo un'alleanza militare anti-sovietica, rifletteva il fatto che Tokyo non era ancora pronta ad entrare in guerra con la Gran Bretagna. Dato che la Kriegsmarine era distante diversi anni dall'essere pronta per una guerra con la Gran Bretagna (il piano Z, approvato da Hitler nel gennaio 1939, prevedeva una Kriegsmarine pronta per la guerra con la Royal Navy nel 1944), il ministro degli Esteri tedesco Joachim von Ribbentrop voleva un'alleanza con una forte potenza navale come il Giappone come miglior compensazione per la debolezza navale della Germania.

## Il blocco
Il 14 giugno 1939, le forze dell'Armata della Cina settentrionale circondarono e bloccarono le concessioni straniere in base al rifiuto delle autorità britanniche di consegnare quattro cinesi che avevano assassinato un collaboratore giapponese e si erano rifugiati all'interno della concessione britannica. Chiunque avesse voluto lasciare o entrare nella concessione sarebbe stato pubblicamente perquisito da parte dei soldati giapponesi, mentre cibo e carburante non potevano entrare nella concessione. Per isolare la concessione, l'esercito giapponese costruì un recinto di filo elettrificato attorno ad essa. Il governo giapponese dichiarò che la questione degli assassini accusati non era il punto del blocco e che consegnare i quattro accusati non avrebbe posto fine al blocco. Un portavoce giapponese ha dichiarò: "La freccia è già scoccata dall'arco e quindi la questione non può essere risolta con il semplice trasferimento dei quattro sospetti assassini". I giapponesi chiesero al governo britannico di consegnare tutte le riserve d'argento appartenenti al governo cinese all'interno delle banche britanniche, vietare tutte le trasmissioni radio anti-giapponesi da qualsiasi parte dell'Impero britannico, vietare i libri di testo scolastici che il governo giapponese considerava offensivi e porre fine all'emissione di valuta fapi. Il vero obiettivo dei giapponesi non era la consegna degli assassini ma la fine del sostegno finanziario britannico alla Cina. Il 16 giugno 1939, il Ministero degli Esteri britannico, in un comunicato stampa, dichiarò che l'accettazione delle richieste giapponesi "significherebbe l'abbandono, sotto la minaccia della forza, della politica perseguita in passato dal governo di Sua Maestà, che è la stessa di quella delle altre grandi potenze con interessi in Estremo Oriente". Il 20 giugno 1939, Lord Halifax disse alla Camera dei Lord che i giapponesi non erano riusciti a produrre alcuna prova indipendente dalle confessioni ottenute dalla tortura e che la Gran Bretagna non avrebbe consegnato i quattro assassini accusati fino a quando tali prove non fossero emerse.
Per un certo periodo, sembrò probabile che la situazione avrebbe fatto precipitare una guerra anglo-giapponese, soprattutto quando sulla stampa britannica apparvero notizie incendiarie di trattamenti offensivi da parte dei giapponesi di sudditi britannici che tentavano di entrare o uscire dalla concessione. L'opinione pubblica britannica venne particolarmente offesa dalle notizie di donne britanniche costrette a spogliarsi in pubblico con la punta della baionetta dai soldati giapponesi, il che portò ad un'ondata di stereotipi del "pericolo giallo" che vennero ampiamente invocati dai media britannici. L'ammiraglio della flotta britannico sir Roger Keyes considerava la situazione equivalente ad una dichiarazione di guerra. A quel tempo, Tientsin aveva una popolazione di circa 1500 sudditi britannici (la metà dei quali erano soldati) ed era un importante centro per il commercio britannico nella Cina settentrionale. Il primo ministro britannico Neville Chamberlain ritenne la crisi così importante che ordinò alla Royal Navy di prestare maggiore attenzione a una possibile guerra con il Giappone piuttosto che a una guerra con la Germania.
In Giappone, i media, l'esercito e vari gruppi di destra condussero una violenta campagna di propaganda anti-britannica nell'estate del 1939. Con grande piacere della destra giapponese, il ministro degli Interni Kōichi Kido non fece nulla per trattenerli nella loro offensiva mediatica anti-britannica. Ad incoraggiare i giapponesi nel loro confronto fu il fatto che avevano infranto i codici diplomatici americani e quindi sapevano, dalla lettura dei rapporti intercettati dalle ambasciate americane a Chunking e Tokyo, che gli inglesi avevano chiesto il sostegno americano ma che esso gli era stato rifiutato. Il messaggio di Nelson Johnson, l'ambasciatore americano in Cina, secondo cui qualsiasi sanzione inflitta al Giappone avrebbe potuto provocare una guerra e il suo consiglio contro le sanzioni, rafforzò la posizione del governo giapponese, ma fornì anche l'impressione della debolezza americana e che gli americani temevano la guerra con il Giappone e avrebbero pagato quasi ogni prezzo per evitarla.
Allo stesso tempo, la guerra di confine con l'Unione Sovietica si stava intensificando rapidamente e, come i giapponesi scoprirono a loro spese, l'Armata Rossa fu un formidabile nemico: l'esercito giapponese subì un tasso di perdite del 70% tra luglio e settembre del 1939. Fin dalla guerra russo-giapponese del 1904-05, i generali giapponesi avevano disprezzato i russi e la ferocia dei combattimenti aveva stupito i giapponesi, che si aspettavano una facile vittoria.

## La risoluzione
Il 26 giugno 1939, la Royal Navy e il Foreign Office riferirono al governo britannico che l'unico modo per porre fine al blocco era inviare la principale flotta da battaglia britannica nelle acque dell'Estremo Oriente e l'attuale crisi con la Germania nazista che minacciava la Polonia lo rese militarmente sconsigliabile. Se la maggior parte della Royal Navy fosse stata inviata a Singapore, la Gran Bretagna non sarebbe stata in grado d'imporre un blocco alla Germania se avesse invaso la Polonia e quindi uno dei principali deterrenti britannici contro Adolf Hitler che avrebbe deciso d'invadere la Polonia sarebbe stato rimosso, il che avrebbe incoraggiato Hitler a scegliere la guerra. Inoltre, Chamberlain dovette affrontare forti pressioni da parte dei francesi affinché non indebolissero la forza navale britannica nel Mediterraneo, a causa del pericolo che l'Italia di Benito Mussolini onorasse il Patto d'Acciaio se fosse scoppiata una guerra in Europa. Il Patto d'Acciaio firmato a Roma nel maggio del 1939 era un'alleanza difensiva italo-tedesca, il che significava che esisteva una reale possibilità che se la guerra con la Germania avesse avuto inizio, l'Italia si sarebbe unita ad essa.
Il primo ministro francese Édouard Daladier rese molto chiaro a Londra che avrebbe preferito di più vedere la Mediterranean Fleet britannica rimanere nel Mediterraneo piuttosto che essere inviata a Singapore e la Gran Bretagna non poteva aspettarsi alcun sostegno dalla Francia nella crisi con il Giappone. A seguito di uno sforzo infruttuoso per ottenere sostegno dagli americani, che dissero agli inglesi che gli Stati Uniti non avrebbero rischiato la guerra con il Giappone esclusivamente per interessi britannici, Chamberlain ordinò a sir Robert Craigie, ambasciatore britannico a Tokyo, di trovare un modo per porre fine alla crisi senza troppe perdite per il prestigio britannico. Nel corso dei negoziati con i giapponesi, Craigie approfittò delle divisioni all'interno della leadership giapponese, in particolare tra il primo ministro, Hiranuma Kiichirō, che desiderava un maggiore grado di controllo sui militari e i militari stessi, che volevano un minor controllo civile.

Inoltre, vi erano divisioni all'interno del governo giapponese: una fazione che voleva usare la crisi per iniziare una guerra con la Gran Bretagna e un'altra che sosteneva che, poiché la guerra con la Cina era già stata aggravata dalla guerra di confine con l'Unione Sovietica, iniziare una terza guerra era poco saggio. Ancora più sorprendente per l'esercito giapponese, che si aspettava un facile trionfo, l'Armata Rossa lo sconfisse nella battaglia di Khalkhin Gol, che fu un grande shock e fece perdere a molti generali giapponesi la loro bellicosità, anche se solo momentaneamente. Il ministro degli Esteri giapponese Hachirō Arita s'incontrò regolarmente con Craigie e il 22 luglio 1939 sentì che stava vincendo nei suoi colloqui. Il 26 luglio 1939, gli Stati Uniti notificarono semestralmente che non avrebbero rinnovato il Trattato di commercio e navigazione del 1911, che aumentò la quantità di pressione economica che gli inglesi avrebbero potuto esercitare contro il Giappone. L'amministrazione Roosevelt aveva portato la sua versione della pacificazione in Estremo Oriente, ma azioni come l'incidente di Tientsin avevano persuaso gli americani che il Giappone era fuori controllo e che gli Stati Uniti dovevano iniziare ad esercitare pressioni economiche tramite mosse come l'annullamento del trattato del 1911 per fare pressione sui giapponesi affinché smettessero di sfidare l'ordine internazionale esistente in Asia. Hirohito era furioso, dicendo al suo aiutante di campo, Shunroku Hata:
"Potrebbe essere un duro colpo per scartare metallo e petrolio. Anche se possiamo acquistare [petrolio e rottami] per i prossimi sei mesi, avremo immediatamente difficoltà in seguito. A meno che non riduciamo le dimensioni del nostro esercito e della nostra marina di un terzo, non ce la faremo. [...] Loro [i suoi capi militari e navali] avrebbero dovuto prepararsi per qualcosa del genere molto tempo fa. È inaccettabile per loro fare trambusto al riguardo adesso."
Lo storico americano Herbert Bix scrisse che era tipico dell'imperatore criticare i suoi generali ed ammiragli per non aver anticipato la mossa americana ed essersi preparati per essa, invece di considerare la fine della guerra con la Cina che aveva portato alla cancellazione del trattato del 1911.
Da Roma, l'ambasciatore giapponese Toshio Shiratori riferì che la Gran Bretagna avrebbe cercato vendetta per il blocco e avvertì che "dobbiamo essere consapevoli che c'è poca speranza per il Giappone di riprendere i suoi precedenti buoni rapporti con la Gran Bretagna". Shiratori consigliò al Giappone di accettare la richiesta tedesca, avanzata nel novembre del 1938, di convertire il Patto anticomintern in un'alleanza militare anti-britannica. Da Berlino, l'ambasciatore giapponese molto filo-tedesco, il generale Hiroshi Ōshima, consigliò allo stesso modo che il Giappone firmasse un'alleanza militare con la Germania e l'Italia come il modo migliore per risolvere la crisi a suo favore. Il 24 luglio 1939, Heinrich Georg Stahmer, responsabile delle relazioni asiatiche al Dienststelle Ribbentrop, incontrò Ōshima per dirgli che Ribbentrop non aveva avuto notizie dai giapponesi da quando aveva presentato le sue proposte per un'alleanza militare il 16 giugno 1939 e lo informò che Adolf Hitler stava preparando un importante discorso sulla politica estera al previsto raduno del NSDAP a Norimberga per settembre, il che significava che Ribbentrop aveva bisogno di risposte ora su qualunque cosa il Giappone avrebbe proceduto o meno.
Il 28 luglio, Ribbentrop incontrò Ōshima spingendolo a firmare un'alleanza con la Germania, sostenendo che le due nazioni condividevano un nemico comune sotto forma di Gran Bretagna e suggerendo che tale alleanza avrebbe migliorato le probabilità del Giappone di risolvere la crisi di Tientsin a suo favore. Il ministro dell'Esercito, il generale Seishirō Itagaki, minacciò di dimettersi e di far cadere il governo se non fosse stata firmata immediatamente un'alleanza militare con la Germania e l'Italia, ma il 4 agosto 1939 il ministro degli Interni Kido lo incontrò e lo convinse ad aspettare. Secondo la costituzione giapponese del 1889, l'esercito e la marina riferivano direttamente all'imperatore, non al primo ministro, e i ministri dell'Esercito e della Marina dovevano essere ufficiali in servizio attivo nominati dai rispettivi servizi, non dal primo ministro. I ministri dell'Esercito e/o della Marina, dimettendosi e impedendo al primo ministro di formare il quorum affinché il governo si riunisse, avrebbero potuto rovesciare un governo, consentendo così ai militari, che formavano uno "stato nello stato", il potere di veto sulle decisioni del governo.
In una conferenza per discutere la questione riguardo a se firmare un'alleanza con la Germania e l'Italia l'8 agosto 1939, Itagaki chiese nuovamente che il Giappone firmasse subito un'alleanza. Il primo ministro Hiranuma si oppose a tale alleanza, sostenendo che con la situazione in Europa sull'orlo della guerra, il Giappone non avrebbe dovuto trascinarsi ancora in una guerra con la Gran Bretagna. Il 31 marzo 1939, la Gran Bretagna aveva garantito l'indipendenza della Polonia mentre allo stesso tempo la Germania stava minacciando la guerra con la Polonia se i polacchi non avessero permesso alla Città Libera di Danzica di ricongiungersi alla Germania. Hiranuma sostenne che un'alleanza con la Germania avrebbe potuto trascinare il Giappone in una guerra indesiderata con la Gran Bretagna e avrebbe potuto portare l'Unione Sovietica ad unirsi al "fronte della pace" e quindi il Giappone avrebbe dovuto combattere sia i sovietici che gli inglesi mentre la guerra con la Cina era ancora in corso. Hiranuma fu abbastanza discreto da non ricordare a Itagaki che l'esercito imperiale stava attualmente perdendo la guerra di confine che stava combattendo con l'Unione Sovietica.

Il ministro delle Finanze Ishiwata Sōtarō sconsigliò la guerra con la Gran Bretagna per motivi economici, mentre il ministro degli Esteri Arita dichiarò che lo scopo dello scontro era costringere gli inglesi a smettere di sostenere la Cina, non provocare una nuova guerra. Il timore principale era che il "fronte della pace" britannico che avrebbe dovuto contenere la Germania in Europa sarebbe presto sorto, costringendo il Giappone a combattere un'alleanza di Gran Bretagna, Francia e Unione Sovietica a cui avrebbero potuto aderire gli Stati Uniti. Il ministro della Marina, l'ammiraglio Yonai, dichiarò che non vi sarebbe stata alcuna possibilità di vittoria se il Giappone avesse dovuto combattere un'alleanza anglo-francese-cinese-sovietica-americana. La conferenza concluse che non sarebbe stata ancora firmata nessuna alleanza con la Germania e l'Italia. Itagaki, tramite il suo vice Machijiri Kazumotō, capo dell'Ufficio degli affari militari, inviò lettere all'ambasciatore tedesco Eugen Ott e all'ambasciatore italiano Giacinto Auriti dicendo:
"L'esercito ha compiuto ogni sforzo per ottenere una decisione favorevole sul patto alla Conferenza dei cinque ministri dell'8 agosto, ma non sono stati compiuti progressi dalla proposta giapponese del 5 giugno. La situazione è così critica che il ministro dell'Esercito non esiterà a dimettersi come misura finale, che quasi sicuramente porterà alle dimissioni di Ōshima e Shiratori. Le dimissioni inizialmente causeranno una grande battuta d'arresto al patto, ma rafforzeranno gradualmente le basi in Giappone per esso. Ma non c'è altro modo per me di assumermi la responsabilità se non dimettendomi. Si prevede di eseguire la suddetta decisione entro il 15 agosto".
Tuttavia, l'insistenza tedesca sul fatto che l'alleanza proposta fosse diretta contro la Gran Bretagna piuttosto che l'Unione Sovietica portò Itagaki a non dimettersi dopo tutto.
Allo stesso tempo, gli inglesi esercitarono una pressione economica sui giapponesi aumentando le loro tariffe sui beni giapponesi. Sebbene Craigie sapesse che la spedizione della flotta da battaglia britannica era stata esclusa, durante i suoi colloqui con i giapponesi spesso implicava che la Gran Bretagna sarebbe andata in guerra per porre fine al blocco. La sua politica di bluff e consiglio diviso all'interno delle diverse fazioni all'interno del governo giapponese permise a Craigie di persuadere i giapponesi a ritirarsi dalle loro richieste più estreme, come la loro richiesta di consegnare l'argento cinese custodito nelle banche britanniche, ma accettò di sottomettersi alla richiesta giapponese di consegnare i sospetti cinesi.
La pressione decisiva per una soluzione di compromesso da parte giapponese venne dall'imperatore Shōwa, il quale chiarì di essere scontento della prospettiva di una guerra con la Gran Bretagna mentre la guerra con la Cina era ancora irrisolta e il Giappone sull'orlo di una guerra totale con l'Unione Sovietica. Inoltre, sentiva che una guerra con la Gran Bretagna avrebbe spinto troppo il Giappone nell'abbraccio della Germania a vantaggio di quest'ultima. Dal momento che era adorato come un dio vivente dal popolo giapponese, la conoscenza della sua infelicità per la crisi fu una forza potente per una risoluzione pacifica della crisi all'interno delle sale del potere in Giappone.
Craigie e il ministro degli Esteri giapponese, Hachirō Arita, concordarono una "formula" di due paragrafi per costituire la base di un accordo. La Gran Bretagna riconobbe che c'era uno stato di guerra in Cina, che richiedeva alcune azioni giapponesi, e la Gran Bretagna promise di non agire contro l'azione del Giappone. Il 20 agosto 1939, gli inglesi scelsero di consegnare i quattro fuggitivi cinesi per porre fine allo stallo; i cinesi vennero successivamente giustiziati dai giapponesi con decapitazioni pubbliche in violazione dell'accordo. La consegna dei quattro cinesi ai giapponesi suscitò molto indignazione in Gran Bretagna, con i parlamentari inondati di lettere di protesta dai loro elettori, un disastro di pubbliche relazioni per il governo di Chamberlain che lo storico israeliano Aron Shai osservò sarebbe meglio ricordato oggi se la seconda guerra mondiale non fosse iniziata due settimane dopo. Il governo cinese consegnò una nota di protesta, chiedendo agli inglesi di riconsiderare l'accordo e dicendo che i quattro uomini sarebbero stati giustiziati dai giapponesi, ma Chiang era lieto che gli inglesi non si fossero arresi alle richieste economiche giapponesi.

## Conseguenze
L'incidente di Tientsin mise in luce il divario tra la politica estera del governo civile giapponese, espressa attraverso l'ambasciatore giapponese in Gran Bretagna, Mamoru Shigemitsu, che tentò di disinnescare la situazione attraverso i negoziati, e l'esercito giapponese nella persona del comandante dell'Armata della Cina settentrionale, il maresciallo Hajime Sugiyama, che stava intensificando la situazione chiedendo la fine delle concessioni straniere a Tientsin. Lo storico britannico D.C. Watt ha sostenuto che la parziale vittoria diplomatica dei giapponesi contribuì a mantenere il Giappone neutrale durante il primo anno della seconda guerra mondiale. Evidenziò anche la debolezza della posizione britannica in Asia, sia militarmente che diplomaticamente, con la sua incapacità di arruolare gli Stati Uniti per assumere una posizione più forte a suo sostegno.
I giapponesi riuscirono a costringere gli inglesi a consegnare i quattro sospetti cinesi, ma non riuscirono a raggiungere il loro obiettivo principale di costringere la Gran Bretagna a porre fine al suo sostegno economico alla Cina. Nell'ottobre 1940, il governo britannico aveva concesso prestiti alla Cina per un valore di 10 milioni di sterline. La cifra non include i prestiti concessi alla Cina dalle banche britanniche. I prestiti della Gran Bretagna e quelli degli Stati Uniti, che nell'autunno del 1940 avevano fornito alla Cina 245 milioni di dollari in prestiti, permisero alla Cina nazionalista un minimo di stabilità economica e permisero ai cinesi di continuare la guerra.
Ancora più importante, l'incidente di Tientsin segnò l'inizio di un modello in cui il Giappone avrebbe cercato uno scontro con le potenze occidentali che sostenevano i cinesi per costringerle ad abbandonare il loro sostegno a Chiang, una pratica che alla fine si sarebbe conclusa con il Giappone che sarebbe entrato in guerra con gli Stati Uniti e la Gran Bretagna nel dicembre 1941.